# الفرع المخروطي للشريان التاجي الأيمن
الفرع المخروطي للشريان التاجي الأيمن ‏ هو شريان يتفرعُ من شريان تاجي أيمن.